# Volo Garuda Indonesia 421
Il volo Garuda Indonesia 421 era un collegamento domestico della compagnia aerea indonesiana Garuda Indonesia da Ampenan a Yogyakarta, Il 16 gennaio 2002, a causa dello spegnimento di entrambi i motori, il Boeing 737-300 che operava il volo fu costretto ad ammarare nel fiume Solo, sull'isola di Giava. Nella manovra rimase uccisa un'assistente di volo.

## Aereo
Il velivolo coinvolto nell'incidente era un Boeing 737 con numero di registrazione PK-GWA e S/N 24403 costruito nel 1989 e motorizzato con due CFM 56-3B1. Al momento dell'incidente il velivolo aveva accumulato un totale di 28.141 ore di volo e 24.607 cicli di decollo/atterraggio. Il motore N.1 era stato installato il 20 settembre 2000 ed aveva accumulato in totale 19.114 ore di volo e 14.285 cicli. Il motore N.2 invece era stato installato il 16 novembre 2001 ed aveva accumulato un totale di 19.729 ore e 14.709 cicli. Il 737 era configurato per trasportare 104 passeggeri suddivisi in 22 passeggeri nella business class e 82 in economy.
L'equipaggio era composto dal capitano Abdul Rosaqe e dal primo ufficiale Haryadi Gunawan, entrambi indonesiani.

## L'incidente
Il 16 gennaio 2002 alle 08:32 UTC il Boeing 737 PK-GWA decollò dall'aeroporto di Ampenam per un volo commerciale con destinazione Yogyakarta. Al momento del decollo sussistevano le condizioni per il volo a vista. 
Alle 09:13 UTC il radar meteo del Boeing individuò una perturbazione sulla rotta. L'equipaggio del 737 si preparò ad entrare nella perturbazione riducendo la velocità, accendendo l'avviso delle cinture di sicurezza e il sistema anti ghiaccio. Subito dopo essere entrato nella perturbazione l'equipaggio riportò una severa turbolenza e massicce precipitazioni. I piloti notarono inoltre la perdita dei generatori elettrici e lo spegnimento di entrambi i motori. I piloti tentarono per due volte di riaccendere i motori e fecero diversi tentativi di accendere l'APU. Quando l'APU si accese l'equipaggio accertò la perdita totale del sistema elettrico. Il Boeing scese fino a 8.000 piedi dove incontrò una buona visibilità. L'equipaggio decise quindi di ammarare nel fiume Solo. Il velivolo riportò lievi danni alle ali e alla fusoliera, ma essendo ammarato di coda, riportò il distacco del pavimento in quella sezione, il che determinò la morte di una assistente di volo che sedeva insieme a un collega nell'ultima fila. Una ventina di passeggeri rimasero lievemente feriti, il resto dei passeggeri e dell'equipaggio rimasero incolumi.

## Evacuazione e salvataggio
Per l'evacuazione erano disponibili solo due porte. Hanno prestato soccorso i residenti dei villaggi vicini. I passeggeri illesi e i loro effetti personali sono stati temporaneamente riparati in una vicina casa vuota, mentre i passeggeri feriti sono stati trasportati con un veicolo disponibile alla clinica più vicina. Dopo l'evacuazione, il pilota ha contattato la Jogja Tower tramite cellulare e ha segnalato l'atterraggio di emergenza e la posizione. La squadra di soccorso è arrivata circa due ore dopo e tutti i passeggeri e l'equipaggio rimasti sono stati portati sani e salvi in ospedale.

## Danni all'aereo e feriti
Si sono verificati gravi danni alla pancia dell'aereo sommerso, soprattutto vicino alla coda, facendo supporre che sia atterrato a muso alto con la coda che ha colpito il letto poco profondo del fiume, che ha strappato via il pavimento della cabina insieme ai due assistenti di volo seduti lì. Entrambi sono stati trovati con gravi ferite nel fiume dietro l'aereo e uno non è sopravvissuto. Dodici passeggeri sono rimasti feriti, mentre l'equipaggio di volo e altri due assistenti di volo sono rimasti feriti. L'aereo è stato ammortizzato come una perdita totale, rendendo l'incidente l'undicesima perdita dello scafo e l'ottavo incidente mortale che ha coinvolto il Boeing 737-300.

## Le indagini
Per accertare le cause dell'incidente venne istruita una commissione di inchiesta presieduta dalla National Transportation Safety Committee indonesiana. L'analisi del registratore dei dati di volo (FDR) evidenziò che il flusso di carburante dei motori passò da 600 lbs/h a 770 lbs/h compatibilmente ad una ingestione di acqua da parte dei motori. Il Cockpit Voice Recorder (CVR) registrò il suono della pioggia e grandine contro la fusoliera che era il più forte mai registrato prima. Per stabilire la quantità d'acqua entrata nei motori venne utilizzato un metodo sperimentale mai provato prima. Il rumore del temporale contro la fusoliera venne messo in relazione al flusso di carburante rilevato dal registratore dei dati di volo e alla quantità di aria introitata dalla ventola (un motore di quel tipo a massima potenza può consumare ogni secondo circa 750 m³ di aria a pressione e temperatura standard). L'analisi condotta stimò circa 18 g di grandine per m³ di aria, quando il valore massimo per la certificazione della FAA è di 10 g/m³. Le condizioni meteo erano dunque ben oltre i limiti funzionali dei motori. 
L'inchiesta proseguì con l'analisi dei motori, che non mostrarono alcuna deformazione né rottura di tipo meccanico. L'analisi dell'impianto elettrico mostrò che la batteria di back-up al NiCd  non era al massimo delle sue prestazioni, il che spiegava il black out elettrico seguito allo spegnimento dei motori. Una cella aveva una concentrazione di elettroliti minore del normale, il che consentiva alla batteria di erogare solo 22 volt (anziché 24) e con un'insufficiente capacità di alimentare il carico. La minor concentrazione di elettroliti fu attribuita a una eccessiva ricarica della batteria, accompagnata da alte temperature. Fu stabilito che il motivo della sovra carica era dovuto al guasto del sensore di temperatura della batteria, che non fu in grado di interrompere la fase di ricarica al momento giusto. 
Venne inoltre rilevato che al momento dell'ingresso nella perturbazione l'aereo aveva una velocità di 290-295 nodi in diminuzione, mentre la massima velocità di penetrazione in aree turbolente è di 280 nodi.

## Osservazioni dell'NTSB statunitense
Una successiva lettera di raccomandazione sulla sicurezza dell'NTSB statunitense alla FAA rileva che le analisi dei dati del registratore di volo e delle immagini meteorologiche satellitari indicano che l'aereo era già entrato in una cella temporalesca all'inizio della deviazione per evitare la tempesta. Si rileva inoltre che la procedura raccomandata nel Manuale delle operazioni del Boeing 737 per rispondere a un doppio spegnimento è quella di avviare prima l'APU (che potrebbe quindi fornire molta più potenza per avviare i motori principali). Inoltre, ripetendo un commento nel rapporto NTSC, la lettera riporta il consiglio di Boeing secondo cui, in caso di pioggia da moderata a intensa, l'avvio dei motori principali può richiedere fino a tre minuti per avviarsi al minimo, mentre i piloti hanno concesso solo un minuto prima di iniziare un altro tentativo. Tuttavia, si è scoperto che la batteria dell'aereo colpito era difettosa e conteneva solo 22 volt prima che si verificasse lo spegnimento, quando una batteria completamente carica dovrebbe avere 24 volt. Il fatto che la batteria fosse difettosa prima dello spegnimento significava che i inutili tentativi dei piloti di riavviare i motori avevano quasi prosciugato l'energia rimanente da una batteria già danneggiata, con la conseguenza che non c'era energia per avviare l'unità di potenza ausiliaria, il che spiega la perdita totale di energia elettrica, anche dopo che l'aereo ha lasciato la tempesta. Semplicemente non c'era energia per riavviare i motori (il B737 utilizza avviatori ad aria di spurgo, che richiedono APU, aria di terra o motore transfrontaliero per avviarsi) o avviare l'APU. La lettera dell'NTSB raccomanda inoltre alla FAA di consigliare ai piloti di mantenere un livello di potenza del motore più elevato in caso di precipitazioni da moderate a gravi per evitare lo spegnimento delle fiamme.

## Conseguenze
Garuda Indonesia non opera più su questa rotta nel 2005. Utilizza ancora il numero di volo GA-421, ma sulla rotta Denpasar – Giacarta, operata da un Airbus A330 o un 777-300ER. La compagnia ha anche finanziato la costruzione di strade locali nelle vicinanze dell'area dell'incidente e ha anche costruito una sala multiuso e un bacino idrico in ringraziamento per l'assistenza degli abitanti dei villaggi locali durante l'evacuazione.

## Cultura di massa
Il volo Garuda Indonesia 421 è stato analizzato nella puntata Dritti verso il fiume della sedicesima stagione del documentario Indagini ad alta quota trasmesso da National Geographic Channel.